# Marlo Mendoza Peralta
Marlo Mendoza Peralta (sinh 1950) là một Giám mục người Philippines của Giáo hội Công giáo Rôma. Ông hiện là Tổng giám mục chính tòa Tổng giáo phận Nueva Segovia. Trước đó, ông cũng từng đảm nhận các vị trí khác như Giám mục Phó, rồi kế vị thành Giám mục chính tòa Giáo phận Alaminos.

## Tiểu sử
Tổng giám mục Marlo Mendoza Peralta sinh ngày 13 tháng 7 năm 1950, tại San Carlos, thuộc Philippines. Sau quá trình tu học dài hạn tại các cơ sở chủng viện theo quy định của Giáo luật, ngày 31 tháng 3 năm 1975, Phó tế Peralta, 25 tuổi, tiến đến việc được truyền chức linh mục, với nghi thức chủ sự bởi Tổng giám mục Federico Guba Limon, S.V.D., Tổng giám mục Tổng giáo phận Lingayen-Dagupan. Tân linh mục cũng là thànnh viên của linh mục đoàn Giáo phận Urdaneta.
Sau hơn 30 năm thi hành các tác vụ trên quyền hạn của một linh mục, ngày 14 tháng 1 năm 2006, tin tức từ Tòa Thánh loan báo việc Giáo hoàng đã chấp thuận việc tuyển chọn linh mục Marlo Mendoza Peralta, 56 tuổi, gia nhập Giám mục đoàn Công giáo Hoàn vũ, với vị trí được trao phó là Giám mục Phó Giáo phận Alaminos. Lễ tấn phong cho vị giám mục tân cử được tổ chức sau đó vào ngày 31 tháng 3, với phần nghi thức chính yếu được cử hành cách trọng thể bởi 3 giáo sĩ cấp cao. Chủ phong cho vị tân chức là Hồng y Ricardo Jamin Vidal, Tổng giám mục Tổng giáo phận Cebu. Hai vị còn lại, với vai trò phụ phong, gồm có Tổng giám mục Oscar Valero Cruz, Tổng giám mục Tổng giáo phận Lingayen-Dagupan và Giám mục Jesus Aputen Cabrera, Giám mục Ch1inh tòa Alaminos. Tân linh mục chọn cho mình châm ngôn:Pax hominibus.
Không lâu sau khi được tấn phong, Giám mục Peralta chính thức kế nhiệm vị trí Giám mục chính tòa Giáo phận Alaminos. Thông tin trên được Tòa Thánh cho công bố vào ngày 1 tháng 7 năm 2007. Hơn 6 năm sau đó, ngày 30 tháng 12 năm 2013, Tòa Thánh bất ngờ loan tin đã chọn Giám mục Marlo Mendoza Peralta vào hàng ngũ Tổng giám mục, điều chuyển Tân Tổng giám mục đến Tổng giáo phận Nueva Segovia, với vị trí được bổ nhiệm là Tổng giám mục chính tòa.